# テプラ

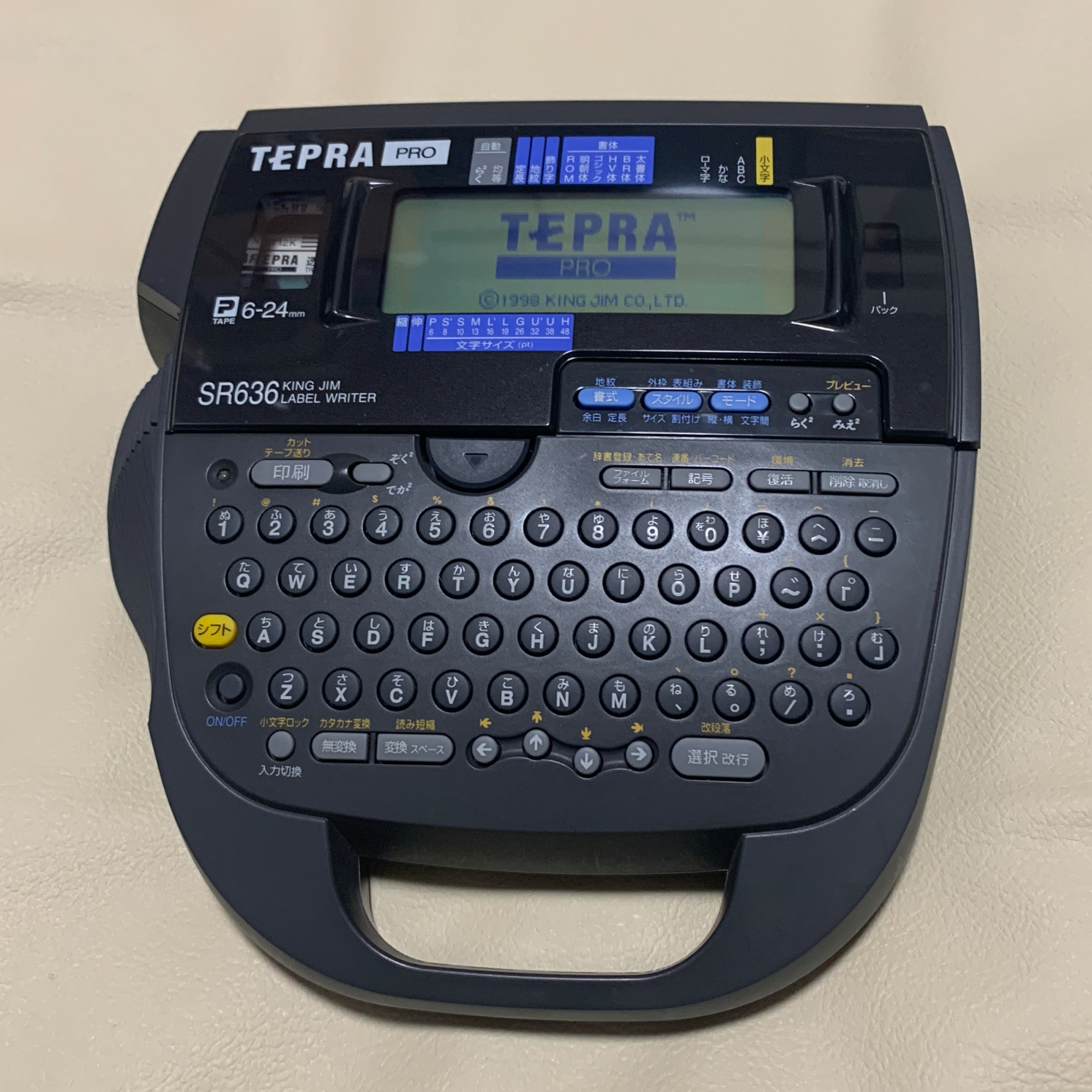
TEPRA PRO SR636

テプラ（Tepra）は、株式会社キングジムが製造・販売するラベルプリンターで、同社の登録商標（第2322203号ほか）である。1988年に販売開始。

## 概要

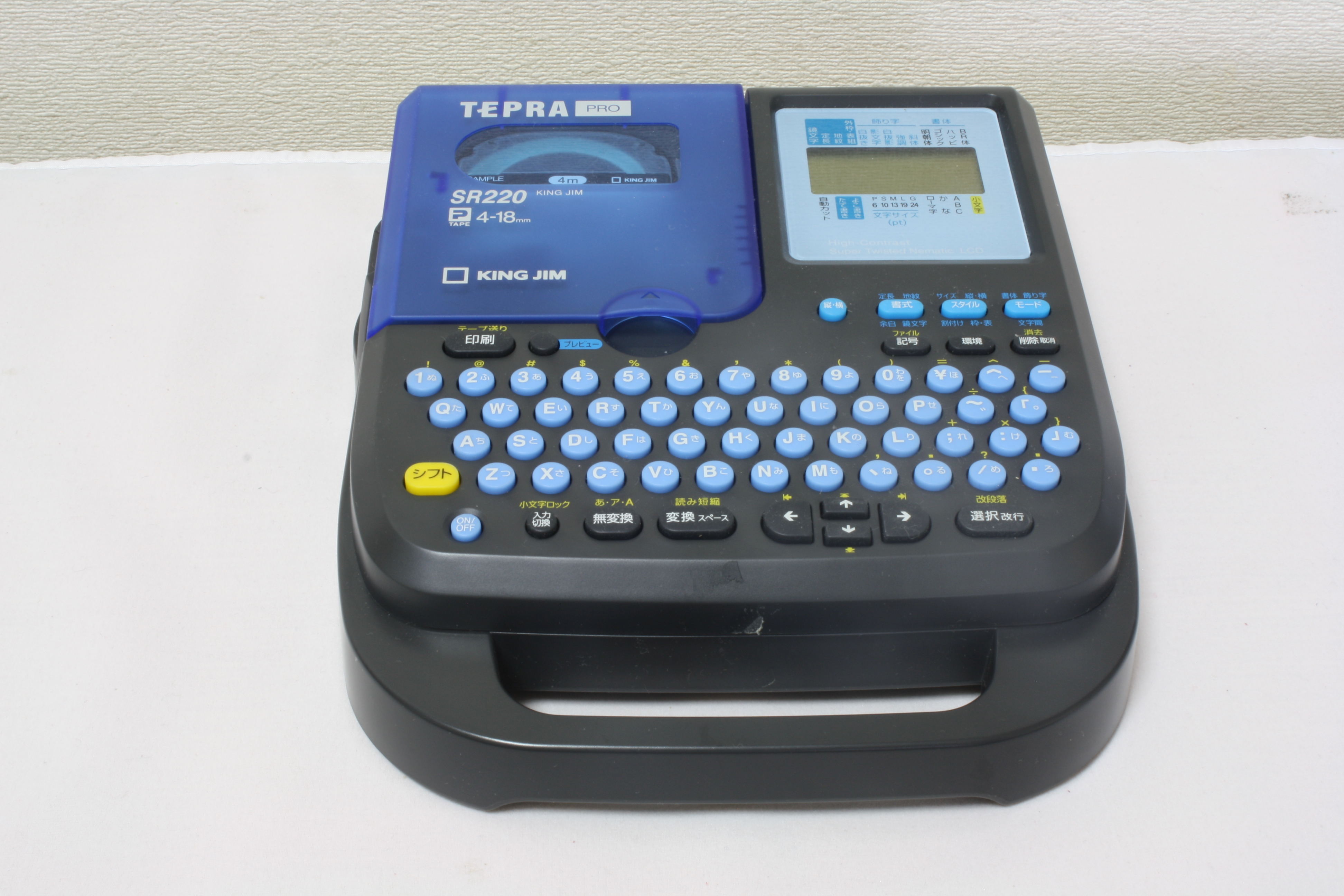
「テプラ」PRO SR220

1986年から1988年にかけて、当時ブラザー工業の社員だった酒井隆司と結城英治が中心に開発。ブラザー工業は当時ミシンを主力としており事務機器の販路を持たなかったため、キングジムにOEM供給して発売されることになった経緯がある。後に、ブラザー工業も同様のラベルライター「ピータッチ」を発売する。
ラミネートタイプのラベルライターの基本特許はブラザー工業が保有している。ブラザー工業では、この特許を巡って発明対価の補償に対する訴訟も起きている。
キングジムが現在発売しているテプラ「PRO」シリーズは、ラミネートタイプではなく、OEMでの製造元はエプソンになっている
テプラの語源は「テープライター」の略であり、Timely（いつでも）Easy（簡単に）Portable（その場で）Rapid（すぐに）Affix（貼り付けられる）という意味もある。なお、発売前には「ニョロ ニョロ」「ハリテーナ」「ハルベー」「名づけ親」「E名づけ」等も商品名の候補に挙がっていた。
日本国内においてはオフィスから一般家庭まで非常に幅広いシェアを獲得しており、ラベルライターというジャンルにおいては テプラ=ラベルライターと言えるほどの認知度である。
1993年には100万台、1995年には200万台、2003年には500万台の累計販売台数を記録している。2018年9月には1000万台を超え、同年10月29日～11月4日に東京・北青山で30周年記念を兼ねた期間限定店「テプラカフェ」を開設した。

## 製品
テプラは、ラミネートラベルを使用するTRシリーズ（機種名TR - ）と、ノンラミネートラベルを使用するPROシリーズ（機種名SR - ）とに大別されるが、TRシリーズは全て生産を終了している。
ラベルはそれぞれ専用のカートリッジに入っており、別のシリーズ用のカートリッジは使用することが出来ない。

### テプラTRシリーズ
ラミネートラベルに印刷するシリーズ。1988年に世界初の漢字ラベルライターとして発売したTR55をはじめ、多くの機能を提供したシリーズであった。発売当初はダイヤル入力式であったが、1992年にJISキーボードを搭載したTR66からは現在では一般的なキーボード形式になった。
ラベル幅は、6mm、9mm、12mm、18mmの4種類あった。また、カラーラベルのほか、アイロン転写テープ、透明テープなどの種類があった。
2000年発売のTR07T、TR08を最後に全機種の生産が終了した。なお、2014年には、テプラの発売25周年を記念して、初代テプラTR55の復刻モデルが発売されたが、使用するカートリッジはPROシリーズ用に変更され、機種名もSR55となっている。
- 1988年 - 世界初の漢字ラベルライター、TR55を発売[7]。
- 1990年 - 英数字専門タイプTR33を発売（2001年に製造中止）。
- 1991年 - カドを丸める（トリマー）機能や均一間隔割付、熟語変換などを備えたTR77発売。
- 1992年 - JISキーボード搭載のTR66発売[7]。
- 1994年 - PROシリーズSR404の成功を受け、当時の漢字ラベルライターとしては最低価格機種となるTR22を発売。
- 1995年 - 低価格の本体としてTR11発売。
- 1997年 - TRminiラベルを使用する家庭向けハンディテプラとしてMR5を発売。SR717に書体を追加したSR626、ラベルをはがしやすくする機能（ハイパーピーラー）や36mmラベル対応などの最上位機SR818、書体を追加した後継機SR828が発売。
- 1998年 - TRラベル機としては初めて18mmラベルに対応した高精細270dpiヘッドを搭載したオフィス向けTR88、スケルトンボディの家庭向け低価格機TR07発売。
- 2000年 - 家庭向け最終機TR07T、オフィス向け最終機TR08を発売。

### テプラPROシリーズ
ノンラミネートラベルを採用したシリーズ。ノンラミネートラベルはラミネートラベルに比べ3割ほどコストダウンするため、TRラベルよりもカートリッジ価格が安価である。ただし対応ラベルの幅が広くなれば本体価格は高価になる。PROと名乗っているが基本的には家庭向けも意識しており、家電量販店で数多く取り揃えてある。
文字の入力方式は発売当初からあるJISキーボード入力のほか、かなめくり方式、キーボードを持たないPC接続専用機がある。
ラベル幅は、4mm、6mm、9mm、12mm、18mm、24mm、36mmの7種類。カラーラベル、白ラベル、アイロン圧着式ラベル、アイロン転写テープ、マグネットラベル、柄ラベルなど種類が豊富である。4mmは機器の対応する幅が「6ミリ～」と表記してあっても利用可能であるがそのまま利用すると若干はみ出るため設定が必要な場合がある。
9mm、12mm、18mmにはラベルをラミネートするためのラベルラミネーターがあり、TRラベルのようにすることも可能である。
また、後述する点字印刷用「DLラベルカートリッジ」は裏面上部が角形の専用設計のため、SR6700D以外では使用出来ない。ラベル幅は、12mm、24mmがある。
- 1992年 - シリーズ初代機SR606発売[7]。
- 1995年 - オートトリマー機能搭載のSR707発売。
- 1997年 - ラベルをはがしやすくするハイパーピーラー機能、ハイパーアウトラインフォントを搭載したオフィス向けSR818発売。
- 1999年 - PROシリーズでは初の低価格家庭向け機のSR323発売。テープのオートカット機能搭載のオフィス向けSR535発売。大型STN液晶画面、操作ナビ機能を初めて搭載したSR636発売。
- 2001年 - 大型液晶、ハーフカッター機能、パソコン接続機能などを備えたオフィス向けSR900発売。
- 2002年 - 入力にかなめくり方式（携帯電話などの入力方式）を採用した家庭向けハンディ機SR30発売。JIS第2水準漢字を網羅したエキスパートモデルSR610X発売。初のパソコン接続専用ラベラーSR3500P発売。
- 2003年 - パソコン接続専用ラベラーSR3900P発売。パソコン上で画像などを読み込み印刷したり、Excelなどで作成したデータを印刷したりする「流し込み印刷」機能を搭載した。
- 2004年 - ラベルライターとして初の日本語入力システム「ATOK」を搭載したオフィス向けSR920発売。
- 2005年 - 点字印刷ができるSR6700Dを発売[7]。
- 2006年 - 定形外国語として日本語、英語、中国語、韓国語による定形文ラベル出力に対応したSR930発売。
- 2008年 - ポケットモンスターとコラボレーションしたポケモンテプラSR-PDP1を発売。
- 2009年 - 人名漢字変換、QRコード、バーコード印刷に対応したSR600を発売。
- 2014年 - テプラ25周年を記念して、初代TR55の外観とダイヤル入力を復刻したSR55を発売[8]。
- 2020年 - シリーズ初のスマートフォン専用モデルLite LR30を発売。テプラ専用アプリでラベルを作成し、プリントアウトする仕様になっている。

### その他の製品
全て生産終了。
- MR5（1997年発売） - TRラベルの小型版で価格を抑えたminiカートリッジを使用する家庭向けハンディラベラー。
- ZR2055（1999年発売） - 専用GEARカートリッジを使用し工場や店舗などの働く場面を想定したハンディラベラー。
- JCR770（1999年発売） - 96ミリまでのJETラベルのカートリッジにインクジェット方式によるフルカラー印刷を可能とした。パソコン接続も可能。

## 商標権をめぐる争い
2018年1月19日、キングジムは、類似したロゴを用いた商品を製造・販売した会社を、商標権侵害に当たるとして東京地方裁判所にて提訴した。

## 歴代CM出演者
- 浅野ゆう子
- 渡辺満里奈
- 遠藤久美子
- 仲間由紀恵
- 緋田康人
- 白木みのる
- チョコレートプラネット[10]